# Victor Wittner
Victor Wittner, auch Viktor Wittner, Pseudonym Vivo (geboren 1. März 1896 in Herța, Rumänien; gestorben 27. Oktober 1949 in Wien), war ein österreichischer Schriftsteller.

## Leben

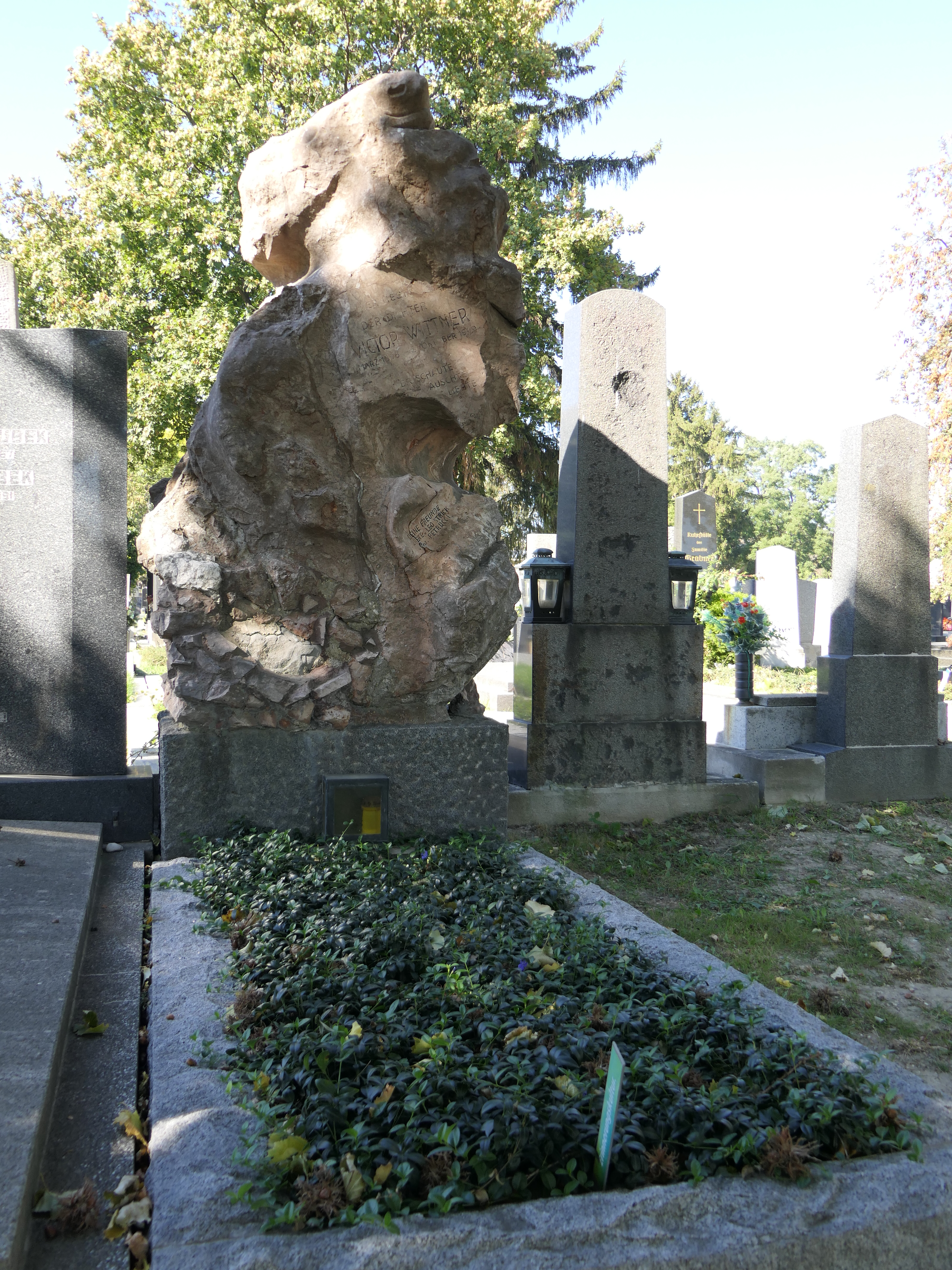
Grab von Victor Wittner

Victor Wittner war Sohn eines Arztes und wuchs in Suceava auf. Er begann 1914 ein Medizinstudium in Wien, wurde aber eingezogen und diente im Ersten Weltkrieg in der K. u. k. Armee. Nach Kriegsende wurde er in Wien als freier Schriftsteller und Theaterkritiker tätig, unter anderem bei der Zeitung Die Stunde und der Zeitschrift Die Bühne. Wittner arbeitete ab 1928 als Redakteur und von Januar 1930 bis Mai 1933 als Chefredakteur der in Berlin herausgegebenen Kulturzeitschrift Der Querschnitt. Magazin der aktuellen Ewigkeitswerte. Im Jahr 1932 wurde seine Komödie Ein Herr Herbst am Deutschen Volkstheater in Wien aufgeführt.
Nach der Machtübergabe an die Nationalsozialisten 1933 ging er zurück nach Wien, wo er aus Armut häufig die Wohnung wechseln musste. Nach dem Anschluss Österreichs 1938 floh er nach Prag und dann in die Schweiz. Er wurde zunächst interniert und lebte dann in Flüchtlingsunterkünften in Zürich. Er erhielt in der Schweiz erst 1945 eine Arbeitserlaubnis. Ab 1947 hielt er sich zeitweise auch wieder in Wien auf.
Sein Grab befindet sich im Bereich der Ehrengräber (30C, Reihe 15, Nr. 6) auf dem Wiener Zentralfriedhof.
Die Viktor-Wittner-Gasse in Wien-Essling wurde 1958 nach ihm benannt.

## Werke (Auswahl)
- Klüfte, Klagen, Klärungen : Gedichte. Leipzig : Sphinx, 1914
- Sprung auf die Straße. Gedichte. Berlin : Die Schmiede, 1924
- Der Mann zwischen Fenster und Spiegel. Neue Gedichte. Wien : Zsolnay, 1929
- Ein Herr Herbst. Drama. Wien : Marton, 1933
- Alltag der Augen. Sonette. Zürich: Morgarten, 1941 (vertont von Robert Schollum)
- Das Haarpfand. Gedichte aus dem Nachlass. Wien: Bergland-Verlag 1956 (Neue Dichtung aus Österreich, 23)